# Sistema de Telemetría para Impactos en la Cabeza
El Sistema de Telemetría para Impactos en la Cabeza (en inglés, Head Impact Telemetry System o HITS ) es un sistema de software diseñado originalmente para ayudar a detectar posibles contusiones cerebrales en los jugadores de fútbol americano. Fue desarrollado por científicos del Tecnológico de Virginia y el Dartmouth College en 2002. Es el primero de su tipo que puede medir los impactos de los jugadores en tiempo real y está siendo utilizado para mejorar el entendimiento de como suceden las contusiones y otras lesiones en la cabeza. Una gran ventaja de este sistema es la facilidad de su uso. Puede ser operado por entrenadores de bajo nivel de manera rápida, fácil y eficientemente.

## Función
El sistema HITS es formado por un total de seis sensores que usan energía de baterías o pilas que se encuentran dentro del relleno de un casco de fútbol americano. Estos sensores detectan la magnitud, duración ubicación y dirección de hasta 100 golpes. Mandan la información a una computadora que registra estos datos en un rango de hasta 135 metros. Está diseñado para que cuando un jugador recibe un golpe equivalente a 10 G’s, los sensores activan una señal tdirigida a una laptop que está ubicada en las líneas laterales del campo de juego. Entonces el impacto es registrado en una pantalla con gráficos en 3-D de la cabeza humana para mostrar donde fue golpeado el jugador.

## Problemas
Un detalle de ese sistema es que no puede indicar si un jugador ha sufrido una contusión. Solo puede medir el impacto y no la reacción del jugador a la fuerza del impacto. Ya que todos los jugadores reaccionan de manera distinta a distintos niveles de golpeo o impacto los sensores en ocasiones mandan información errónea. Otro problema es la potencia de la señal en campo abierto. Estudios han mostrado que las condiciones ambientales pueden afectar la potencia de la señal de los receptores, resultando en tiempos prolongados de descarga y errores en la transmisión. Este sistema solo es usado por nueve equipos de fútbol americano universitario y la National Football League no ha mostrado mucho interés en la posible implementación de esta tecnología para la protección de sus jugadores.